# Micrommatos serratum
Micrommatos serratum är en tvåvingeart som beskrevs av Quate och Brown 2004. Micrommatos serratum ingår i släktet Micrommatos och familjen fjärilsmyggor.
Artens utbredningsområde är Peru. Inga underarter finns listade i Catalogue of Life.